# Улыбка (Родина)
«Улыбка» (англ. «The Smile») — премьерный эпизод второго сезона американского драматического телесериала «Родина», и 13-й эпизод во всём сериале. Премьера состоялась на канале Showtime 30 сентября 2012 года.
Эпизод привлёк к экрану 1.73 миллионов зрителей, на 60% больше премьеры сериала, и получил в целом 2.07 миллионов зрителей после повтора той же ночью.

## Сюжет
Примерно шесть месяцев спустя, после финала первого сезона, эпизод начинается с новостей о самых крупных волнениях на Ближнем Востоке, когда Израиль уже разбомбил ядерные объекты в Иране, и Иран клянётся отомстить. К Центральному разведывательному управлению приближается бывший агент, Фатима Али (Клара Хоури), которая является женой командующего округом Хезболлы. Она говорит, что у неё есть информация о готовящейся атаке на Америку. Однако, она отказывается разговаривать с кем-либо, кроме её бывшего нанимателя, Кэрри Мэтисон (Клэр Дэйнс).
Кэрри, которая теперь работает как учитель английского, получает неожиданный визит от Галвеса (Храч Титизян), пока она проводит занятия. Галвес пришёл от лица Эстеса (Дэвид Хэрвуд), который хочет поговорить с Кэрри, но она отказывается. Следующий призыв приходит от Сола (Мэнди Патинкин) по телефону этой ночью. Не в силах сказать «нет» Солу, она смягчается и слушает всё, что Эстес хочет сказать. Эстес объясняет, что один из её агентов узнал жизненно важную информацию, и он просит Кэрри ненадолго уехать в Ливан, чтобы узнать, что агент знает. Кэрри по-прежнему враждебно относится к Эстесу и горюет из-за того, как её выгнали из ЦРУ, но тем не менее соглашается на поездку.
Николас Броуди (Дэмиэн Льюис), вливающийся в свою новую роль в качестве конгрессмена для 2-го избирательного округа Виргинии, приближен к вице-президенту Уолдену (Джейми Шеридан), который хочет использовать Броуди в качестве потенциального напарника в его президентской гонке. Броуди с радостью принимает предложение. Позже, он встречается с Ройей Хаммад (Зулейка Робинсон), журналисткой, которая раскрывает себя Броуди в качестве союзника Абу Назира. Она передаёт задание, которое Назир подготовил для него. Броуди должен получить список потенциальных целей для атаки из сейфа в офисе Эстеса. Броуди правильно констатирует, что Аль-Каида намерена ударить по одной из этих целей, и сначала отказывается, не желая быть ответственным за смерть мирных жителей. Ройя говорит, что мир находится в состоянии войны, и Броуди должен выбрать сторону. Если он действительно верен Аль-Каиде, то он получит список. Броуди успешно добывает список на следующий день, пока Ройя отвлекает Эстеса.
Во время энергичных политических и религиозных дебатов в своей школе, Дана (Морган Сэйлор) случайно проговаривается, что у неё отец мусульманин. Она отшучивается, но слова доходят до Джессики (Морена Баккарин), которая противостоит Дане из-за этого той ночью. Когда Дана пытается объясниться, Броуди признаётся Джессике, что он принял ислам. Джессика шокирована и возмущена откровением, чувствуя, что ей врал её собственный муж. Она также не согласна с тем, что Броуди принял религию людей, которые держали его в плену и пытали его. В ходе последующей ссоры, Джессика кидает копию Корана Броуди на пол. Паническая реакция Броуди расстраивает Джессику ещё больше.
По пути на рандеву с Солом в Бейруте, за Кэрри, которая притворилась канадкой по имени Кейт Моррисси, следует агент Ливанской разведки, который следил за Солом. Разговаривая по телефону, Сол советует Кэрри, чтобы она позволила себе быть арестованной. Кэрри отказывается так поступать, заявляя, что поставит под угрозу миссию. Вместо этого, она пытается уклониться от преследователя. Ведя его в переполненный магазин, она бьёт мужчину коленом в пах и успешно убегает в толпу. Кэрри не может сдерживать эйфорическую улыбку, когда она покидает место.
Дана находит отца на заднем дворе, копающего яму. Броуди объясняет, что его Коран был осквернён Джессикой, так что он закапывает его из уважения. Дана помогает с погребением.

## Производство
Сценарий к эпизоду был написан исполнительными продюсерами Алексом Гансой и Говардом Гордоном, в то время как исполнительный продюсер Майкл Куэста стал режиссёром.

## Реакция

### Рейтинги
Оригинальный показ в Америке собрал у экранов 1.73 миллионов зрителей, сделало его самым просматриваемым эпизодом до этого момента.

### Реакция критиков
Джеймс Понивозик из «TIME» похвалил премьеру, сказав: «То, что сделало это таким сильным дебютом сезона, это была внутренняя драма персонажей, которая была по крайней мере столь же убедительной, и всё, что присуще триллеру». Он описал все последствия от того, что Джессика обнаружила, что Броуди принял ислам, как «фантастические сцены».
Алан Сепинуолл из HitFix почувствовал, что выступление Дэмиэна Льюиса было особенно сильным, и подчеркнул противостояние между Броуди и Джессикой как самую лучшую сцену эпизода. В отношении Кэрри и Броуди, он сказал: «Эти двое обезображенных человека являются сердцем шоу, и „Улыбка“ была в первую очередь о том, чтобы увидеть, как они справляются после всего, через что они прошли в прошлом сезоне. И на этом уровне, это было потрясающим.»
Тодд Вандерверфф из The A.V. Club дал эпизоду оценку «B+». Он почувствовал, что Ройя Хаммад была более сюжетным, нежели полностью сформированным персонажем, и сомневался в достоверности некоторых сюжетных событий, но сказал, что «оставшаяся часть эпизода является асами в том, как все справляются с последствиями финала прошлого сезона».